# Marie Karlsson Tuula
Marie Karlsson Tuula, född 1961, är en svensk professor i civilrätt.
Marie Karlsson Tuula blev jur.kand. 1987 och fullgjorde tingstjänstgöring i Mölndals tingsrätt 1988–1990. Hon blev juris doktor vid Stockholms universitet 2001, då hon disputerade på avhandlingen Rekonstruktion av företag inom insolvenslagstiftningens ramar. Hon var universitetslektor i civilrätt vid Göteborgs universitet 2001–2015 och blev docent i civilrätt vid Handelshögskolan vid Göteborgs universitet 2004. Marie Karlsson Tuula var verksam som adjungerad domare i Hovrätten för Västra Sverige 2008–2009. 
Marie Karlsson Tuula utnämndes till professor i civilrätt vid Karlstads universitet 2015. Hon är kursansvarig för kursen Kredit- och obeståndsrätt och undervisar inom andra rättsvetenskapliga kurser vid Karlstads universitet.   Marie Karlsson Tuula är sedan 2018 ordförande i Fastighetsmäklarinspektionens disciplinnämnd. Hon är även ansvarig utgivare för tidskriften Insolvensrättslig tidskrift. Högskolan Väst kallade professor Marie Karlsson-Tuula i civilrätt fr.o.m. den  i september 2022 för att utveckla forskningen och för att utveckla ett tre-årigt fastighetsmäklarprogram. Det blir den tredje utbildningen Marie Karlsson-Tuula utvecklar efter juristprogrammet på Handelshögskolan vid Karlstads universitet och Paralegalutbildningen i Göteborg.[källa behövs]